# 蔡曉儀
蔡曉儀（英語：Erica Choi Hiu Yee，1971年11月30日—），香港女演員，前亞洲電視女藝員。1990年出身于亞洲電視藝員訓練班畢業後，1990年代中期成為亞視當紅花旦之一，先後于《天蠶變之再與天比高》、《洪熙官》、《九王奪位》、《我和春天有個約會》等佳作中擔任女主角。1999年，因私自于內地接拍電視劇，蔡曉儀遭到解約。蔡曉儀最後一次于螢幕中亮相，為2002年在亞視劇集《法內情2002》中客串演出一個單元，解約後蔡曉儀轉往上海船務公司公共關係人員。
2014年5月接受《蘋果日報》訪問時曾表示有意復出但沒有下文。2023年5月曾在尖沙咀「亞視藝人聚會晚宴」現身。
她是亞洲電視女藝員之中少數從未效力過無綫電視的人。

## 影視作品

### 電視劇(亞洲電視)
| 首播   | 劇名                 | 角色      |
| 1991年 | 上海一九四九         | 彩娣      |
| 1991年 | 劍神不敗/傲劍至尊    | 煙雨      |
| 1992年 | 本是同根/還我今生    | 雯雯      |
| 1992年 | 龍在江湖             |           |
| 1992年 | 再見黃埔灘           | 沈玉瑩    |
| 1992年 | 今裝戲寶之阿蘭嫁阿瑞 | 程安兒    |
| 1993年 | 梁天來               | 若欣/冬梅 |
| 1993年 | 銀狐                 | 梁惜梅    |
| 1993年 | 馬場風雲             | 萬玉      |
| 1993年 | 天蠶變之再與天比高   | 朱菁照    |
| 1994年 | 城中姊妹花           | 伍小雯    |
| 1994年 | 洪熙官               | 嚴咏春    |
| 1994年 | 碧血青天楊家將       | 龐鳳      |
| 1994年 | 九王奪位             | 苗欣      |
| 1995年 | 新包青天             | 曾婉甜    |
| 1996年 | 我和春天有個約會     | 金露露    |
| 1996年 | 劍嘯江湖             | 秦莫愁    |
| 1998年 | 流氓·律師            | 何子菁    |
| 2002年 | 法內情2002           | Annie     |

### 電視電影(亞洲电视)
| 首播   | 劇名             | 角色  |
| 1991年 | 血紙盒           |       |
| 1992年 | 阿蘭嫁阿瑞       | Annie |
| 1992年 | 雙雄會           |       |
| 1993年 | 摩登七十二家房客 |       |
| 1993年 | 賭神秘笈'93      |       |

### 電影
| 首播   | 劇名          | 角色           |
| 1992年 | 賭魂          |                |
| 1996年 | 旺角風雲      | 朱美宜（Nina） |
| 1996年 | 旺角大家姐    |                |
| 1996年 | 終極危情      |                |
| 1996年 | 回家          |                |
| 1998年 | 每天愛您8小時 |                |
| 2002年 | 花園街1號     |                |
| 2004年 | 一条鞋带      |                |